# Lasiopogon terricolus
Lasiopogon terricolus är en tvåvingeart som först beskrevs av Johnson 1900.  Lasiopogon terricolus ingår i släktet Lasiopogon och familjen rovflugor. Inga underarter finns listade i Catalogue of Life.